# Nationaal park Bidoup Núi Bà
Bidoup Nui Ba National Park is een  Nationaal park in de provincie Lâm Đồng van Vietnam. Dit nationale park werd in 2004 ingesteld en is vernoemd naar de twee hoogste toppen van het Langbiang plateau: de Bidoup (2287 m) en de Nui Ba (2167 m). Met een totale oppervlakte van 70.038 ha is het een van de grootste natuurparken van Vietnam.

## Flora en fauna
Er zijn 1933 soorten vaatplanten waargenomen waaronder 96 endemische soorten en 62 soorten die staan op de Rode Lijst van de IUCN. Het park biedt plaats aan 14 van de 33 in Vietname voorkomende soorten coniferen, waaronder zeldzame en endemische soorten zoals de  himalayataxus  (Taxus wallichiana)
Het park vormt ook het leefgebied vor 441 soorten gewervelde dieren verdeeld in 30 orden en 98 families. Hiervan staan er 32 zoogdieren op de Rode Lijst van de IUCN zoals  de kleine plompe lori (Nycticebus pygmaeus), zwartscheendoek (Pygathrix nigripes), goudwanggibbon (Nomascus gabriellae), kraagbeer (Ursus thibetanus) en de gaur (Bos gaurus). 

## Bron
- Dit artikel of een eerdere versie ervan is een (gedeeltelijke) vertaling van het artikel Bidoup Núi Bà National Park op de Engelstalige Wikipedia, dat onder de licentie Creative Commons Naamsvermelding/Gelijk delen valt. Zie de bewerkingsgeschiedenis aldaar.